# Školjić (Murter)
Školjić je nenaseljeni otočić u jugozapadnom dijelu Murterskog kanala. Nalazi se na izlazu iz luke Jezera, a od obale Murtera je s obje strane udaljen po oko 250 metara.
Površina otoka je 11.104 m2, duljina obalne crte 386 m, a visina 8 metara.

## Vanjske poveznice
|  | Zajednički poslužitelj ima još gradiva o temi Školjić (Murter) |